# The Fly (magazyn)
The Fly – brytyjski miesięcznik oraz  magazyn internetowy poświęcony muzyce, założony w 1999, a zamknięty w 2014 roku. Był w swoim czasie najpoczytniejszym tytułem muzycznym w Wielkiej Brytanii.

## Historia i profil
Bezpłatny magazyn muzyczny The Fly, poświęcony muzyce niezależnej, został wprowadzony na rynek w 1999 roku jako przewodnik po ofertach Camden Barfly, po czym rozwinął się, stając się najczęściej czytanym magazynem muzycznym w Wielkiej Brytanii. Był wydawany przez firmę Mama & Company, zajmującą się organizowaniem koncertów muzycznych w londyńskich Kentish Town Forum i Camden Barfly oraz Ritz w Manchesterze, a także organizowaniem festiwali, takich jak Lovebox, Great Escape, Wilderness i Global Gathering. Dystrybucją The Fly zajmowała się sieć HMV. 
W 2008 roku, gdy szereg magazynów sektora muzycznego zanotowało spadki sprzedaży, The Fly był jedynym tytułem ze znacznym wzrostem. Odnotował wzrost o 11,1% rok do roku, osiągając 105 212 egzemplarzy w ramach miesięcznej bezpłatnej dystrybucji.
W marcu 2011 roku stanowisko redaktora naczelnego The Fly objął JJ Dunning. Postanowił on zmodernizować stronę internetową magazynu, www.the-fly.co.uk, nadając jej wygląd zbliżony do blogów.
Gdy w 2013 roku HMV zamknął 81 swoich sklepów z powodu kłopotów ze sprzedażą, miesięcznik popadł w kłopoty. Jego nakład spadł ze 100 630 egzemplarzy w lutym do 55 580 w czerwcu. Na tym gwałtownym spadku skorzystał miesięcznik Mojo wyprzedzając The Fly i stając się tytułem muzycznym nr 1 pod względem nakładu – sprzedawany w cenie 4,60 funta z egzemplarz odnotował miesięczną sprzedaż na poziomie 79 345 egzemplarzy w pierwszej połowie roku, w porównaniu ze średnią The Fly wynoszącą 70 866 bezpłatnych egzemplarzy. Ale pomimo zdobycia tytułu największego magazynu muzycznego, sprzedaż Mojo też spadła – o 5,2% w porównaniu z ostatnią połową ubiegłego roku i o 6,8% w porównaniu z pierwszymi sześcioma miesiącami 2012 roku. Spadek sprzedaży odnotowały również inne znaczące tytuły muzyczne jak Q, Kerrang i NME.
W marcu 2014 roku wydawca i właściciel The Fly, Mama Group podjął decyzję o jego zamknięciu, przy jednoczesnym kontynuowaniu działalności online. W krótkim oświadczeniu opublikowanym na swojej stronie internetowej wydawca stwierdził, że własność „marek cyfrowych i internetowych” przejdzie na długoletniego redaktora magazynu, JJ Dunninga. Dunning wkrótce potem zapowiedział, że będzie szukał inwestorów, aby zabezpieczyć przyszłość magazynu.
Recenzje albumów muzycznych The Fly były cytowane w agregatorach opinii muzycznych: Album of the Year, AnyDecentMusic? oraz Metacritic.